# Åke Ericson (ishockeyspelare)
Åke "Sparven" Ericson, född 16 maj 1913, död 16 november 1986, var en svensk byggmästare och ishockeyspelare med bland annat spel i två olympiska spel.
Ericson var aktiv fotbolls-, ishockey- och bandyspelare under 1930- och 1940-talet. Han spelade allsvensk fotboll för AIK 1938, efter en övergång från Tranebergs IF, och han var en duktig bandyspelare med många år i IFK Stockholm. 
Det var dock som ishockeyspelare som Ericson fick stora framgångar. Han vann SM i ishockey fem gånger, tre med AIK (1934, 1935 och 1938) och två med IK Göta (1940 och 1948). Åke "Sparven" Ericson beskrivs som en stor kämpe av sin samtid, han spelade till exempel semifinalen för sitt IK Göta i SM i ishockey 1947 mot Hammarby IF med en gipsad arm. 
Ericson var i över tio år en av de tongivande spelarna i Sveriges herrlandslag i ishockey. Han gjorde 38 landskamper med landslaget i en tid då det internationella utbytet var mycket begränsat på grund av det andra världskriget. Han deltog i två olympiska vinterspel, 1936 och 1948. Han blev Stor grabb i ishockey nummer 21.
Ericson var utbildad byggnadsingenjör och blev så småningom byggmästare. Efter sin aktiva karriär fortsatte han som ledare i Sundbybergs IK.